# Yves Piat
Yves Piat est un auteur réalisateur français. 

## Biographie
Yves Piat est né à Tourcoing (Nord). D'abord intéressé par les films d'animation, il suit des cours d'arts appliqués à Brest avant de rejoindre le studio de films d'animation de Joël Tasset à Gouesnou (Bretagne).
Il vit actuellement à Nantes.

## Carrière
En 2001, il réalise son premier court métrage Tempus Fugit . 
En 2018, son troisième court métrage Nefta Football Club se passe en Tunisie et utilise les ressorts de la comédie à chute. Son court métrage est nommé pour l'Oscar 2020 du meilleur court métrage en prises de vues réelles et le César du meilleur court métrage.

## Filmographie
Scénariste et réalisateur
- 2001 : Tempus Fugit (court métrage)
- 2016 : The last Moonwalk (court métrage)
- 2018 : Nefta Football Club (court métrage)

## Distinctions
- 2020 : nommé pour Oscar du meilleur court métrage en prises de vues réelles[7] pour Nefta Football Club
- 2020 : nommé pour le César du meilleur court métrage[8] pour Nefta Football Club.[9]

- 2020 : European Short Film Audience Award/ BSFF Brussels Short Film Festival pour Nefta Football Club. ----
- 2018 : Prix du Public à Cinemed, Festival Cinéma Méditerranéen Montpellier pour Nefta Football Club
- 2018 : Mention Spéciale du Jury à Cinemed, Festival Cinéma Méditerranéen Montpellier pour Nefta Football Club
- 2019 : prix du Public au festival international du court métrage de Clermont-Ferrand pour Nefta Football Club[10]
- 2019 : Best Comedy au Aspen Shortsfest USA pour Nefta Football Club
- 2019 : Public Prize au Aspen Shortsfest USA pour Nefta Football Club
- 2019 : Florida Film Festival | Audience Award | USA
- 2019 : Palm spring Film Festival-opening night sélection